# Крутневич, Гавриил
Гавриил Крутневич (укр. Гаврило Крутневич) — гетман Украины в 1602—1603 годах (c перерывом).

## Биография
Сведений о годах рождения и смерти Крутневича не сохранились.
Известно, что в 1600 году он был кошевым и в составе казацкого войска под руководством гетмана Самойла Кошки принимал участие в польско-шведской войне, которую вел Сигизмунд III.
После смерти Кошки украинское казацкое войско в начале 1602 года выбрало своим гетманом Гавриила Крутневича.
По данным историка М. Грушевского — Гавриил Крутневич продержался у власти до начала декабря 1602 года и был низложен.
Его сменил Иван Куцкович, который сложил с себя гетманство в г. Могилеве в середине 1603 года.
Потом он еще раз возглавлял казачество, получив пост гетмана уже в 1603 году. В этом же году он издал универсал о «речных» казаках.